# 544618 Bugátpál
544618 Bugátpál è un asteroide della fascia principale. Scoperto nel 2014, presenta un'orbita caratterizzata da un semiasse maggiore pari a 2,6298867 au e da un'eccentricità di 0,2194849, inclinata di 12,64297° rispetto all'eclittica.